# Saint-Domineuc
Saint-Domineuc település Franciaországban, Ille-et-Vilaine megyében. Lakosainak száma 2587 fő (2022. január 1.). Saint-Domineuc Pleugueneuc, La Chapelle-aux-Filtzméens, Québriac, Tinténiac, Trévérien és Trimer községekkel határos.

## Népesség
A település népessége az elmúlt években az alábbi módon változott:
| Lakosok száma | 1013 | 1333 | 1339 | 1962 | 2472 | 2499 | 2532 | 2562 | 2553 | 2587 |
|               | 1968 | 1982 | 1990 | 2006 | 2013 | 2015 | 2017 | 2019 | 2020 | 2022 |